# 목포는 항구다
"목포는 항구다"는 2004년 상반기에 개봉한 대한민국의 영화이다.

## 캐스팅
- 조재현 : 이수철 역
- 차인표 : 백승기 역
- 송선미 : 임자경 역
- 손병호 : 두호 역
- 박철민 : 가오리 역
- 김일우 : 반장 역
- 최덕문 : 용기 역
- 정상훈 : 쭈꾸미 역
- 김황도 : 꼴뚜기 역
- 김윤태 : 도끼 역
- 조덕현 : 창길 역
- 정경호 : 아름다운새끼 역
- 권혁호 : 부장검사 역
- 오상무 : 똥팔이 역
- 권태원 : 택시기사 1 역
- 유형관 : 택시기사 2 역
- 정인기 : 권투관장 역
- 윤원석 : 붙박이어깨 1 역
- 장국환 : 붙박이어깨 2 역
- 남수민 : 오봉 역
- 최보영 : 오봉 역
- 황자경 : 오봉 역
- 김현정 : 오봉 역
- 김인수 : 오봉 역
- 김수진 : 오봉 역
- 이예은 : 오봉 역
- 정구진 : 성기파어깨 역
- 이환 : 성기파어깨 역
- 이용준 : 성기파어깨 역
- 이동준 : 성기파어깨 역
- 진예린 : 남주나 역
- 김혜란 : 꼬마엄마 역
- 장경준 : 호남선꼬마 역
- 김진구 : 할머니 역
- 정희태 : 골목길양아치 역
- 서만영 : 골목길양아치 역
- 김명규 : 서울상대선수 역
- 최문환 : 목포상대선수 역
- 이선규 : 파라다이스가수 역
- 손재오 : 포장마차주인 역
- 임진택 : 사투리어깨 역
- 김광호 : 폭탄주어깨 역
- 김희정 : 디자이너 역
- 왕도경 : 디자이너 역
- 이성일 : 문신기술자 역
- 박형순 : 백발선생님 역
- 유은아 : 노래방중년도우미 역
- 김소연 : 노래방중년도우미 역
- 노정희 : 노래방중년도우미 역
- 금준희 : 노래방중년도우미 역
- 이우정 : 경력2반형사 역
- 박원서 : 경력2반형사 역
- 윤설 : 경력2반형사 역
- 오찬우 : 경력2반형사 역
- 서병철 : 경력2반형사 역
- 홍성범 : 경력2반형사 역
- 이용환 : 범인 역
- 김선애 : 안마사 역
- 정영호 : 피아노연주자 역
- 이성호 : 신참형사 역
- 방선진 : 나레이터 역
- 고정희 : 나레이터 역
- 김예은 : 나레이터 역
- 임도기 : 일식집주방장 역
- 양인식 : 상대편코치 역
- 문양식 : 상대편코치 역
- 권현규 : 주심 역
- 김애경 : 고 마담 역 (특별출연)
- 기주봉 : 조태범 역 (특별출연)
- 이한위 : 황 반장 역 (특별출연)

## 수상
- 2004년 제15회 유바리국제판타스틱영화제
  - 영판타스틱 대상 - 김지훈